# Радостув-Середній
Радостув-Середній (пол. Radostów Średni, нім. Mittel-Thiemendorf) — село в Польщі, у гміні Любань Любанського повіту Нижньосілезького воєводства.
Населення — 499 осіб (2011).
У 1975-1998 роках село належало до Єленьоґурського воєводства.

## Демографія
Демографічна структура станом на 31 березня 2011 року:
|          | Загалом | Допрацездатний вік | Працездатний вік | Постпрацездатний вік |
| -------- | ------- | ------------------ | ---------------- | -------------------- |
| Чоловіки | 251     | 52                 | 186              | 13                   |
| Жінки    | 248     | 49                 | 164              | 35                   |
| Разом    | 499     | 101                | 350              | 48                   |